# Kalendarium historii Starogardu Gdańskiego

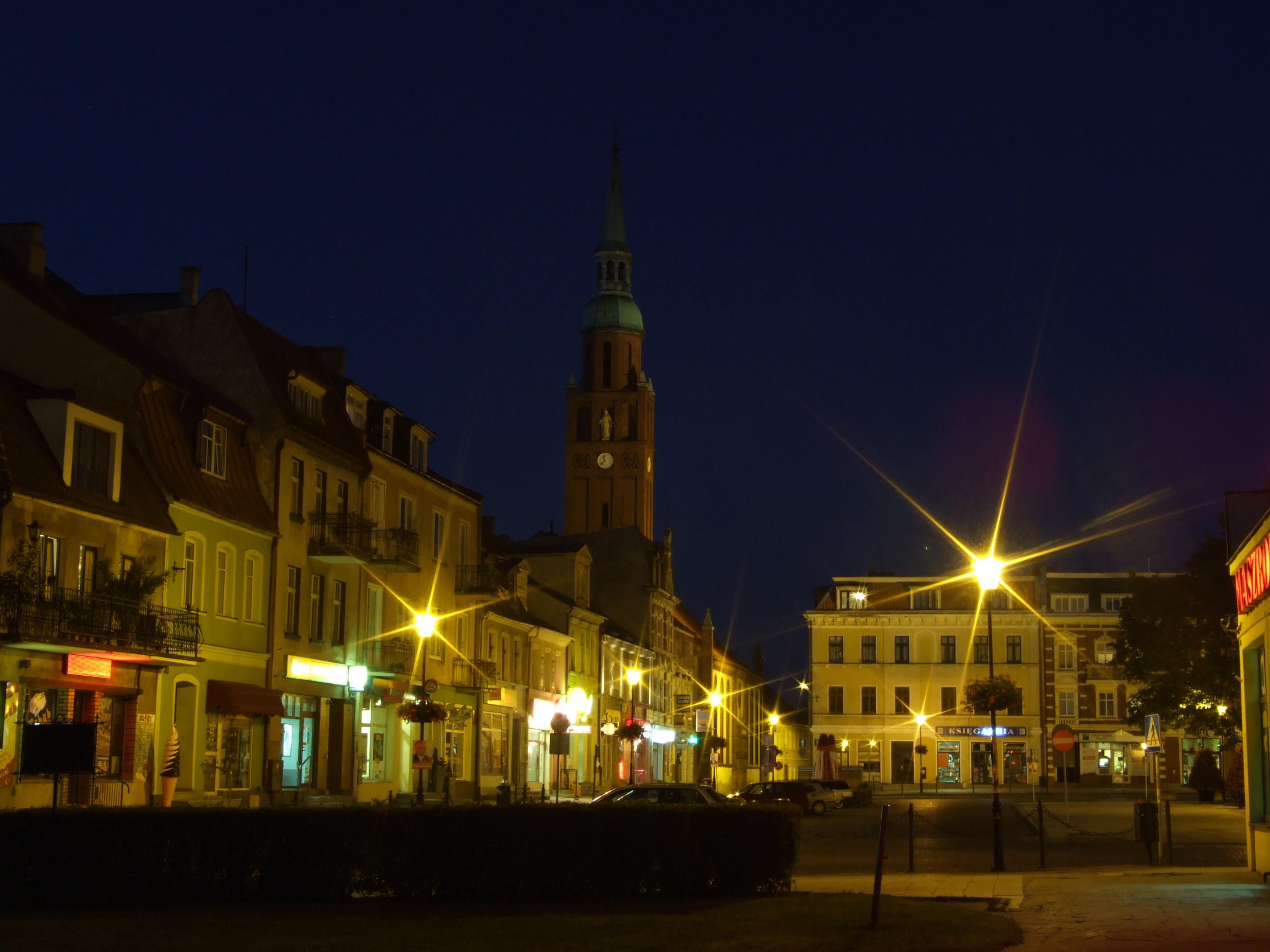
Rynek w Starogardzie Gdańskim

Kalendarium historii miasta Starogard Gdański, położonego na Kociewiu na Pomorzu.

## Początki
- 11 listopada 1198 – w dokumencie księcia pomorskiego Grzymisława po raz pierwszy pojawia się nazwa Starigrod. Gród wraz z całą okolicą książę ofiarował rycerzom zakonnym św. Jana.
- 1269 – Odnotowano nową wersję nazwy miasta: Stargarde.
- 1276 – W jednym z dokumentów zanotowano Staregarde.
- 1283 – Wzmianka o istnieniu młyna wodnego[1]

## Panowanie krzyżackie

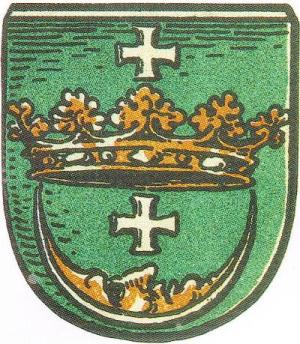
Herb miasta z XIV w.

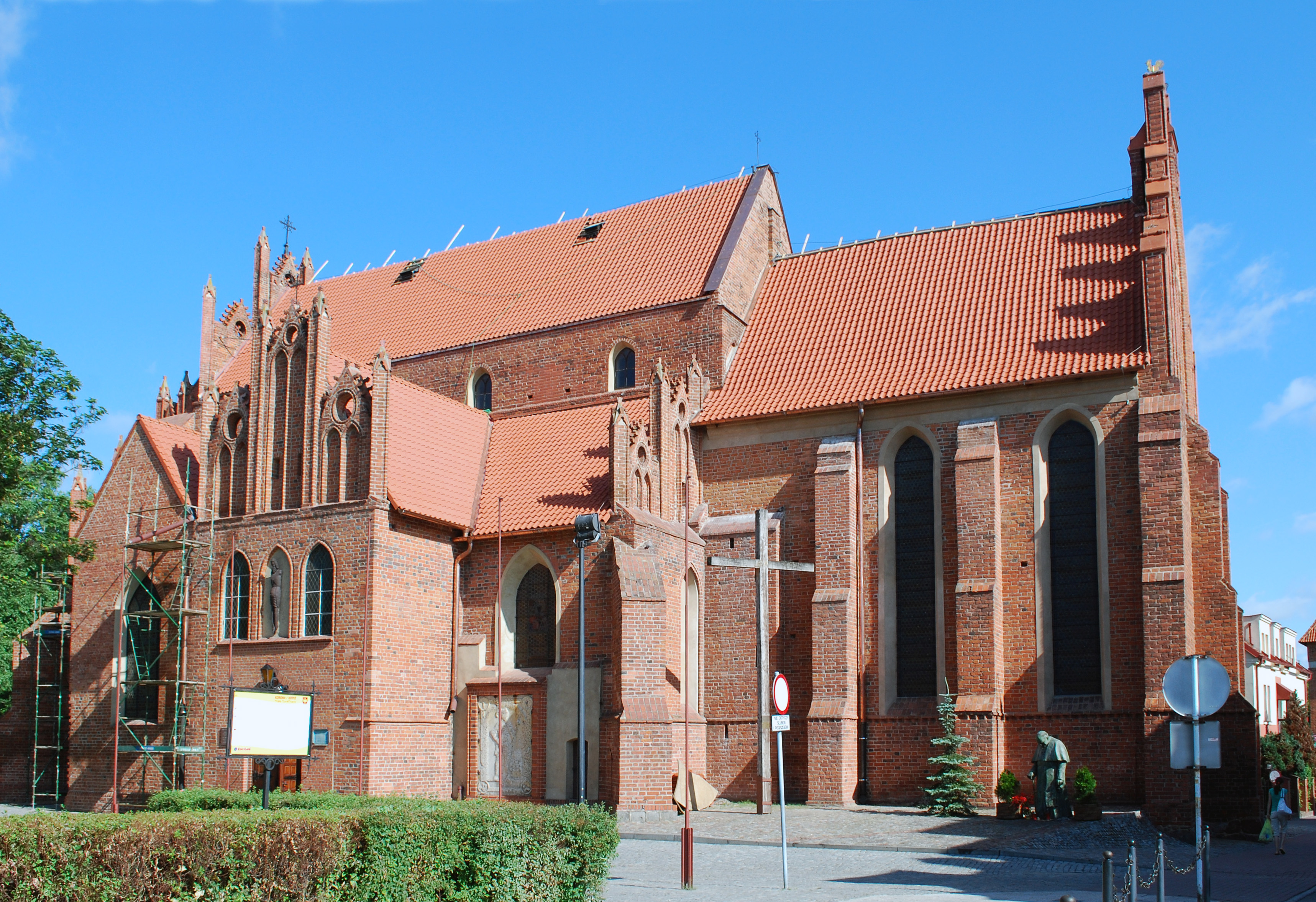
XIV-wieczny kościół św. Mateusza

- 1305 – Krzyżacy wykupili przygrodową osadę położoną na prawym brzegu rzeki[2].
- 1338 – Rozpoczęła się budowa obwarowań grodu.
- 1339 – Krzyżacy nadali Starogardowi herb.
- 1348 – Gród otrzymał chełmińskie prawo miejskie.
- 1360 - joannici sprzedają Krzyżakom swoją część miasta[2].
- 1440 – Miasto przystąpiło do antykrzyżackiego Związku Pruskiego[3].
- 1454 – Przedstawiciele Starogardu złożyli hołd królowi polskiemu Kazimierzowi Jagiellończykowi.
- 1461 – Krzyżacy ponownie zajęli miasto.
- 1465 – Oblężenie Starogardu przez wojska królewskie, opisane w kronice Jana Długosza.

## Okres I Rzeczypospolitej (1466-1772)
- 1466 – Załoga krzyżacka opuściła miasto. Starogard jako część tzw. Prus Królewskich wrócił pod panowanie królów polskich.
- 1484 – Wielki pożar zniszczył połowę miasta, w tym ratusz[2].
- 1514 – Budowa wodociągów według projektu Mikołaja Kopernika.
- 1525 – W Starogardzie zaczął się szerzyć luteranizm.
- 1557 – Protestanci przejęli świątynie katolickie w mieście.
- 1566 – Po raz pierwszy odnotowano nazwę miasta w formie Starogard.
- 1572 – W Starogardzie odbył się sejmik szlachty pomorskiej.
- 1599 – Katolicy odzyskali utracony kościół farny.
- 1600 – Spisany zostaje wilkierz starogardzki – zbiór praw miejskich.
- 1626–1629 – Miasto odczuło skutki wojny szwedzkiej.
- 1655 – Starogard okupowali Szwedzi. Opuścili miasto dwa lata później.
- 1749 – Pożar zniszczył południową część miasta.
- 1769 – Z inicjatywy Józefa Wybickiego, posła na Sejm Rzeczypospolitej, zawiązała się w Starogardzie konfederacja pomorska, jako część antyrosyjskiej konfederacji barskiej, w obronie całości granic Rzeczypospolitej. Starogard był pierwszym miastem na Pomorzu, które przystąpiło do ruchu barskiego. Wielu starogardzian zginęło w starciach z wojskami rosyjskimi (m.in. pod Kcynią) oraz w obronie Wawelu (1772).

## Okres pod zaborami (1772-1918)
- 1772 – I rozbiór Polski, wojsko pruskie zajęło Starogard. Zaborcy pozostali w mieście 148 lat.
- 1792 – Kolejny wielki pożar niemal doszczętnie zniszczył miasto.

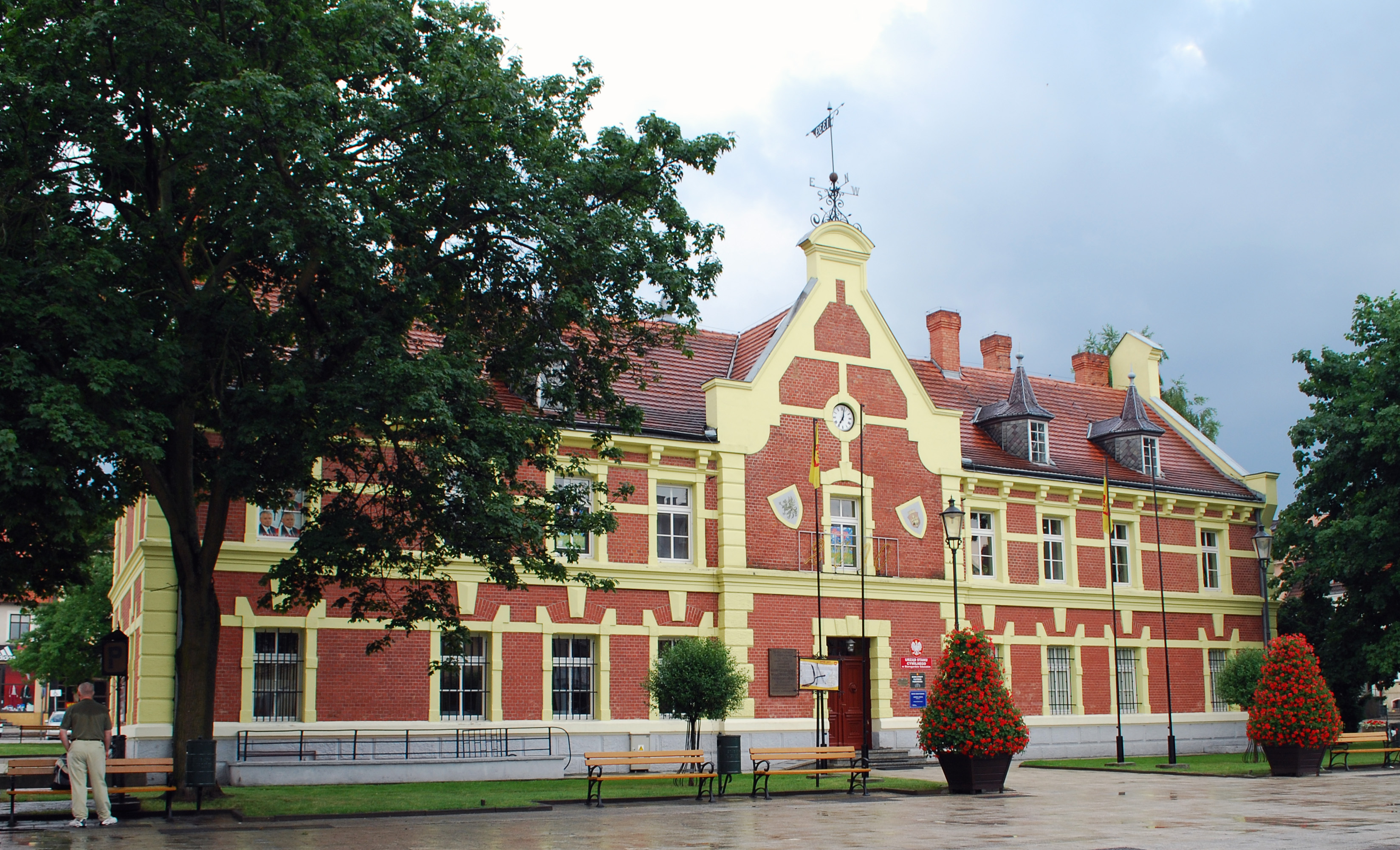
Ratusz z XIX w.

- 1807 – Wojska generała Jana Henryka Dąbrowskiego zajęły na krótko miasto.
- 1818 - miasto staje się siedzibą powiatu[2].
- 1832 – Przez Starogard maszerowały kolumny powstańców listopadowych, udających się na emigrację, po upadku powstania.
- 1846 – Florian Ceynowa przygotował chłopski atak na garnizon pruski w Starogardzie. Wydarzenie to wyprzedziło europejską Wiosnę Ludów.
- 1862 – W Starogardzie powstała jedna z pierwszych na ziemiach polskich straż pożarna.
- 1880 – Powstanie gmachu ob. I Liceum Ogólnokształcącego.
- 1888 – Budowa gmachu późniejszej szkoły muzycznej[1]

- 1893

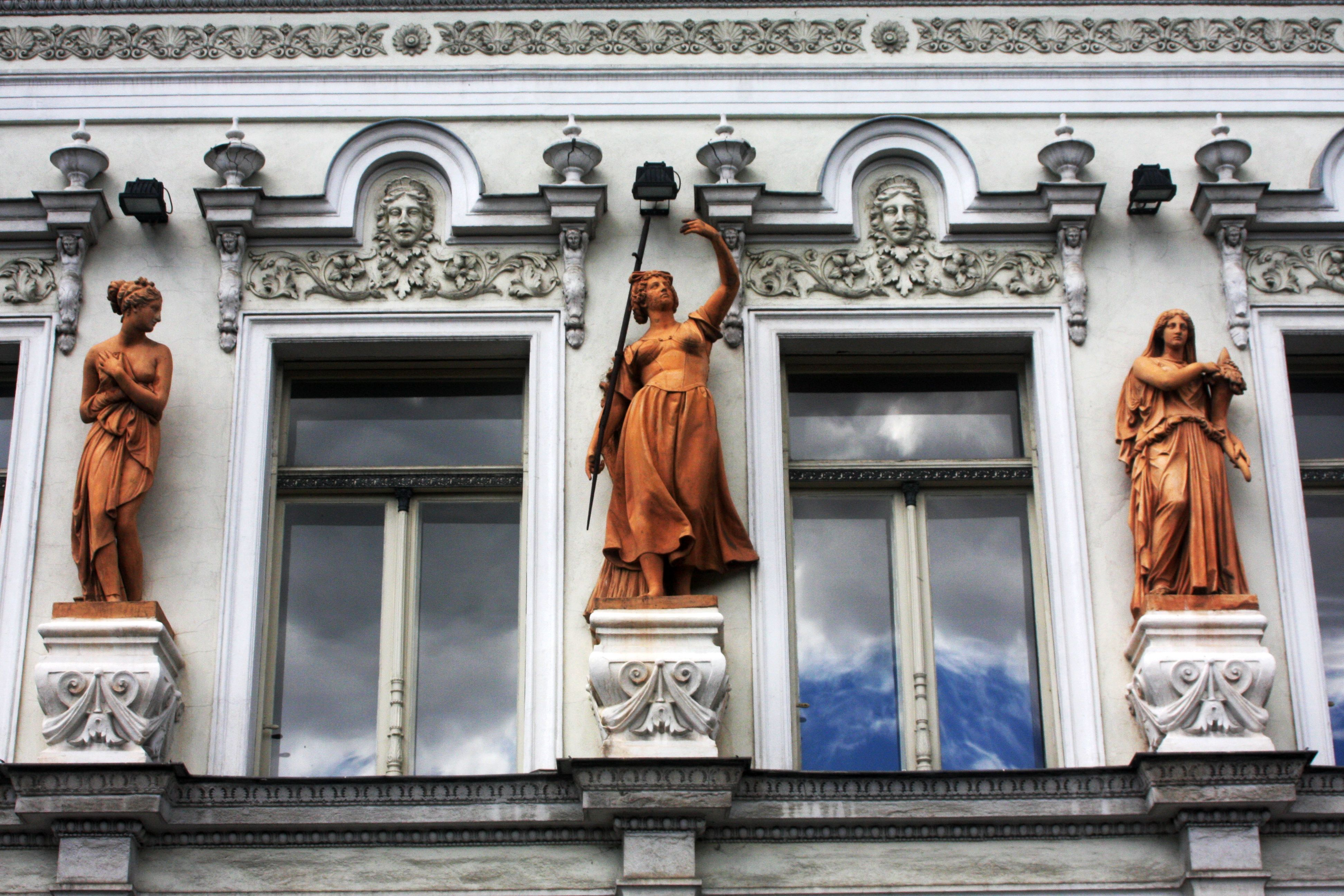
Pałac Wiechertów z XIX w.

  - Rozpoczęła się budowa wielkiego kompleksu szpitala w Kocborowie
  - Zbudowano pałac Wiechertów
  - Przebudowa ratusza[1]
- 1900 – Wzniesiono obecny gmach Urzędu Miasta[1]
- 1903 – Starogardzkie siostry elżbietanki otrzymały własny „klasztorek”.

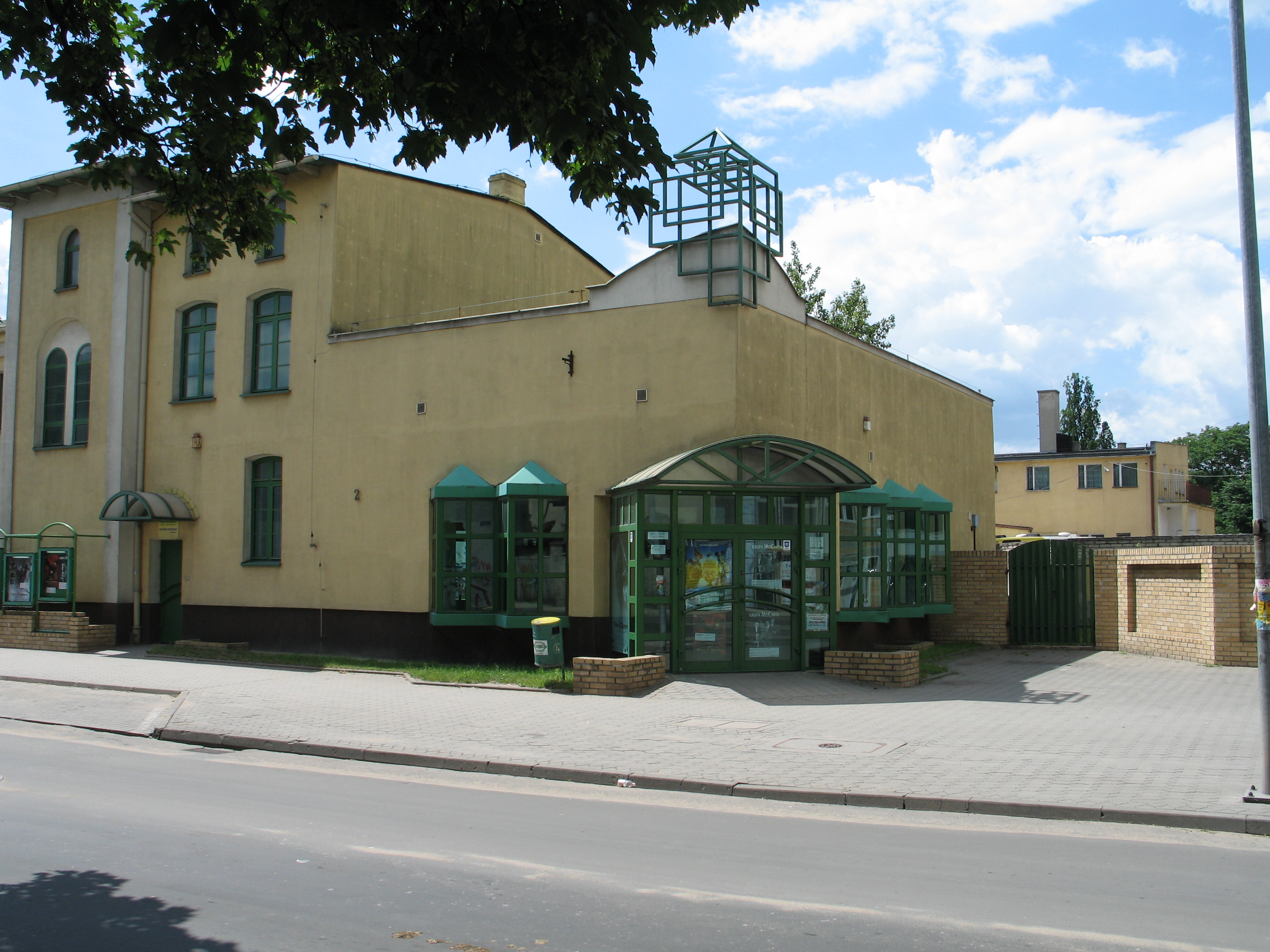
Hala użytkowana przez Polskie Towarzystwo Gimnastyczne „Sokół” w międzywojniu

- 1908 – W mieście zawiązało się gniazdo Towarzystwa Gimnastycznego „Sokół”.
- 1918 – Rada Robotniczo-Żołnierska przygotowała miasto do przejęcia z rąk pruskich.

## Czasy II Rzeczypospolitej (1920-1939)
- 29 stycznia 1920 – Wojska polskie, dowodzone przez generała Józefa Hallera, objęły Starogard w imieniu niepodległej Rzeczypospolitej. Do miasta przybył 65. pułk piechoty, zwany odtąd starogardzkim.
- 1923 – Starogard gościł prezydenta RP Stanisława Wojciechowskiego.
- 1925
  - Rozpoczął działalność Starogardzki Klub Sportowy
  - Katastrofa kolejowa pod Starogardem Gdańskim
- 1926 – Do Starogardu przybył 2 Pułk Szwoleżerów Rokitniańskich, owiany legendą po pamiętnej szarży na okopy rosyjskie w 1915 roku (porównywanej do Somosierry, wielokrotnie opiewanej, m.in. w pieśni „Czerwone maki na Monte Cassino”).
- 1927 – Przybyły do stolicy Kociewia prezydent RP Ignacy Mościcki przyjął honory króla kurkowego Bractwa Strzeleckiego. Prezydent ponownie odwiedził Starogard w roku 1929.

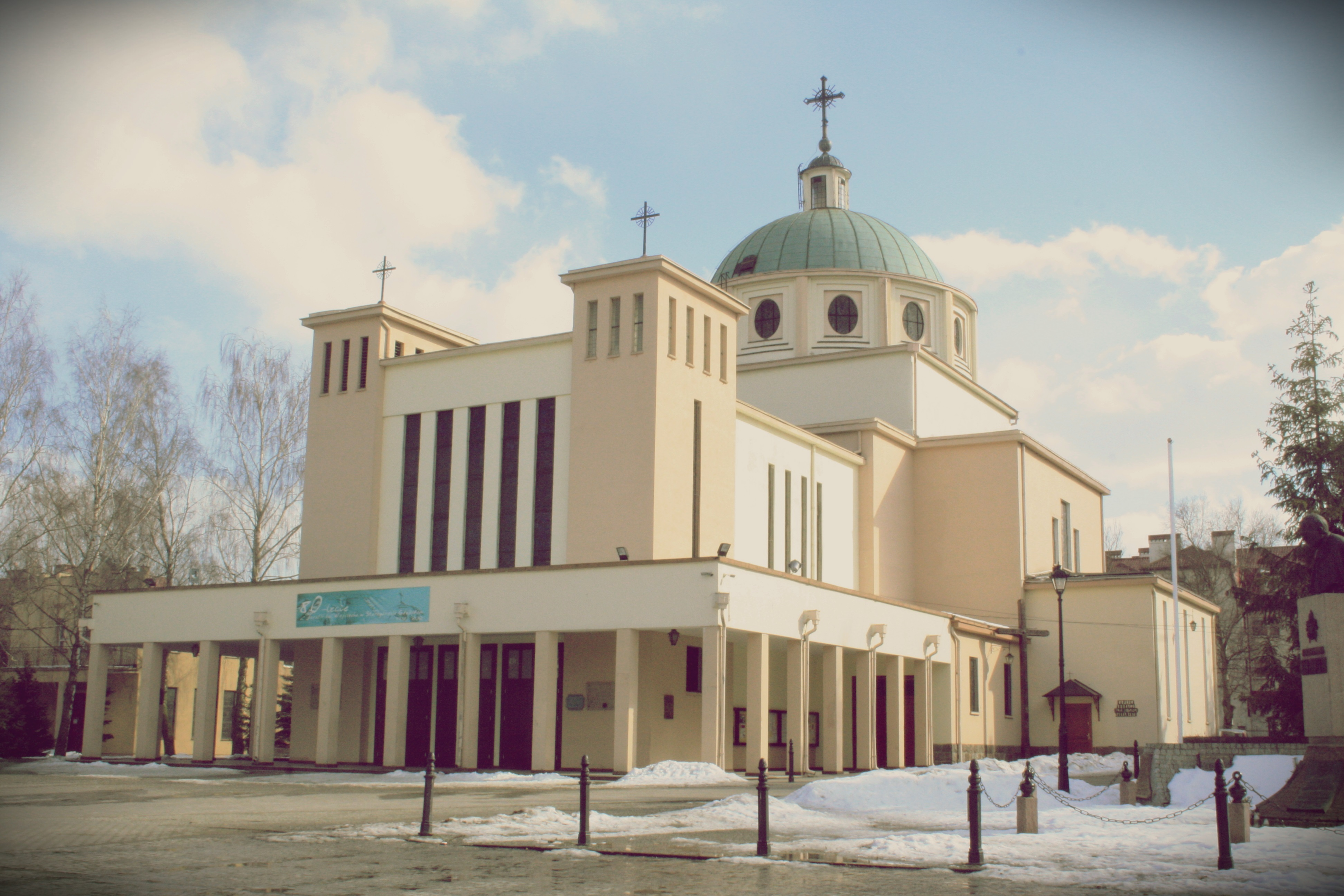
Kościół św. Wojciecha zbudowany w latach 1936–1939

- 1928 – ukazała się pierwsza polska monografia Starogardu – „Królewskie miasto Starogard – stolica Kociewia”. Jej głównym autorem był pierwszy po zaborach polski burmistrz miasta – Jan Buchholz, współautorem Andrzej Szklarski.
- 2 września 1939 – początek okupacji niemieckiej. 12 września hitlerowcy dokonali pierwszej masowej egzekucji Polaków. Do końca okupacji w Lesie Szpęgawskim zginęło około 7 tysięcy ludzi, w tym pacjentów szpitala dla umysłowo chorych w Kocborowie[4]. W ramach Akcji T4 zabito ok. 500 upośledzonych dzieci w szpitalu. W latach 1940–1944 zmarło 2842 pacjentów.

## Okres Polski Ludowej (1945–1989)
- 6 marca 1945 – zdobycie miasta przez oddziały 116 korpusu armijnego 2 armii uderzeniowej 2 Frontu Białoruskiego. W walkach zginęło 26 żołnierzy radzieckich. Dla ich pamięci wzniesiono Pomnik Wdzięczności na ówczesnym pl. 1 Maja[5]. Zabudowa miasta została w 20% zniszczona[2].
- 1947 – Starogardzianie przenoszą uroczyście prochy ekshumowanych ofiar zbrodni z Lasu Szpęgawskiego oraz prochy śp. księdza prałata Henryka Szumana z Fordonu na cmentarz katolicki w mieście.
- 1949 – W mieście rozpoczęła działalność pierwsza szkoła świecka Towarzystwa Przyjaciół Dzieci.
- 1950 – Weszła w życie nowa urzędowa nazwa miasta: Starogard Gdański.

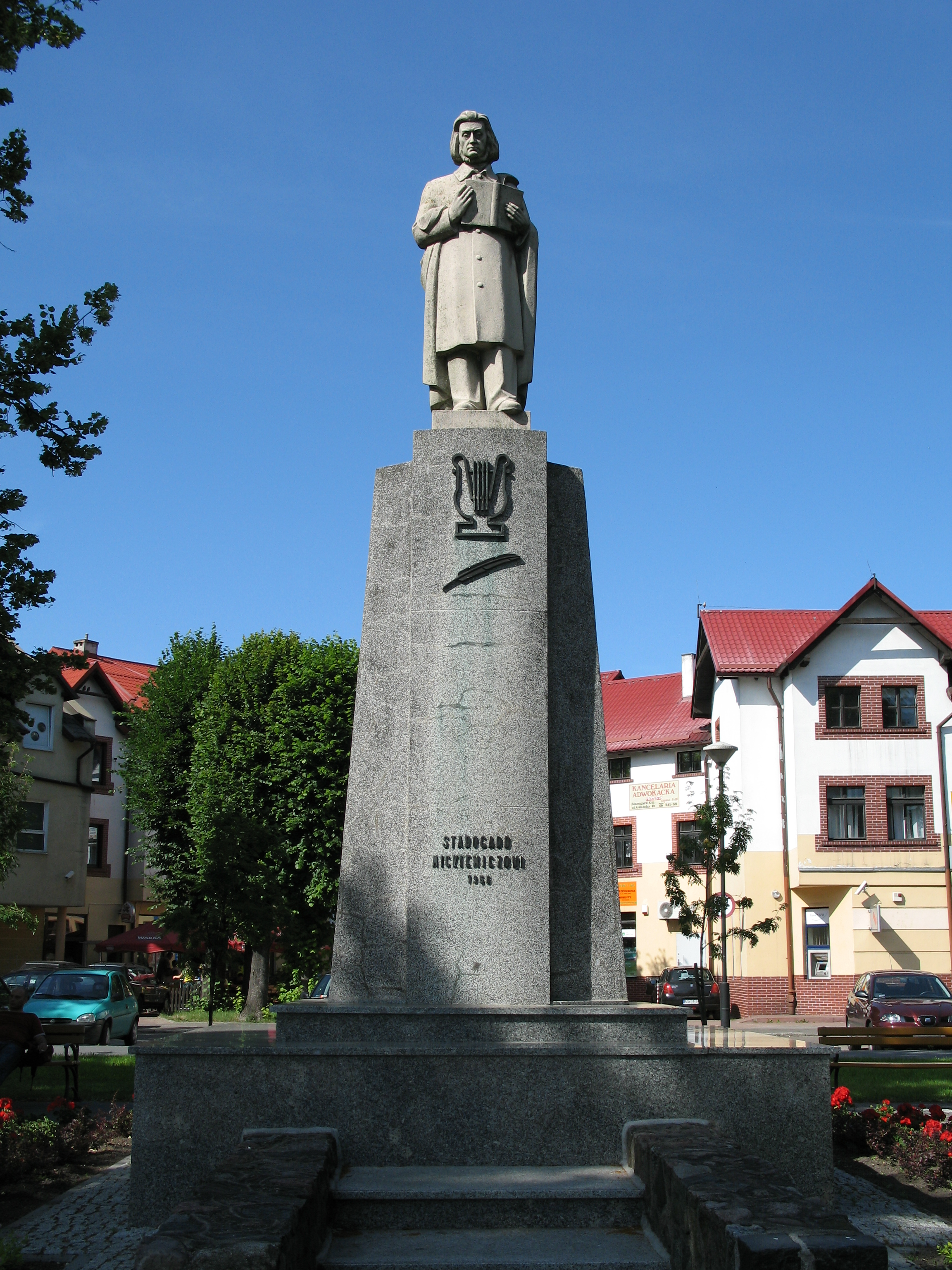
Pomnik Adama Mickiewicza

- 1956 – Powstało Zrzeszenie Kociewskie. Starogardzianie ufundowali pomnik Adama Mickiewicza.
- 1963 – Inauguracja corocznych Dni Kociewia.
- 1973 – Rozpoczęcie działalności Towarzystwo Miłośników Ziemi Kociewskiej.
- 1974 – Oddanie do użytku nowoczesnego szpitala rejonowego.
- 1978 – Powstanie klubu piłkarskiego Wierzyca Starogard Gdański.
- 1980
  - Fala strajków sierpniowych ogarnęła całe miasto. Powstał Międzyzakładowy Komitet Strajkowy.
  - Powstanie Muzeum Ziemi Kociewskiej.
- 3 maja 1981 – z inicjatywy NSZZ Solidarność na Rynku odbyła się msza św. polowa w intencji Ojczyzny, na którą przybyło ponad 15 tysięcy mieszkańców miasta.
- 1983 – Z połączenia MDK i ZDK Polfa powstaje Starogardzkie Centrum Kultury.

## Współczesność (po 1990r.)
- 27 maja 1990 – Pierwsze po wojnie wolne wybory do samorządu terytorialnego.
- 1991 – Założono II Liceum Ogólnokształcące im. Ziemi Kociewskiej.
- 1993 – Rada Miejska powołuje na uroczystej sesji Komitet Honorowy Obchodów 800-lecia Starogardu.
- 1998 – Uroczyste obchody Jubileuszu 800-lecia miasta.
- 2006 – Nowym prezydentem miasta zostaje po raz pierwszy Edmund Stachowicz, kandydat lewicy.
- 22 kwietnia 2009 – Rada Miasta Starogard Gdański jednogłośnie przyjmuje uchwałę o powołaniu Młodzieżowej Rady Miasta Starogard Gdański.
- 2011 – Polpharma Starogard Gdański zdobywa Puchar Polski w koszykówce mężczyzn.
- 2012 – Pierwsze w historii miasta referendum nad odwołaniem prezydenta miasta Edmunda Stachowicza (bezskuteczne).
- 26 maja 2013 – spłonął zabytkowy, 6-kondygnacyjny młyn zbożowy.
- 2015 – otwarcie Galerii Neptun.

## Przynależność państwowa

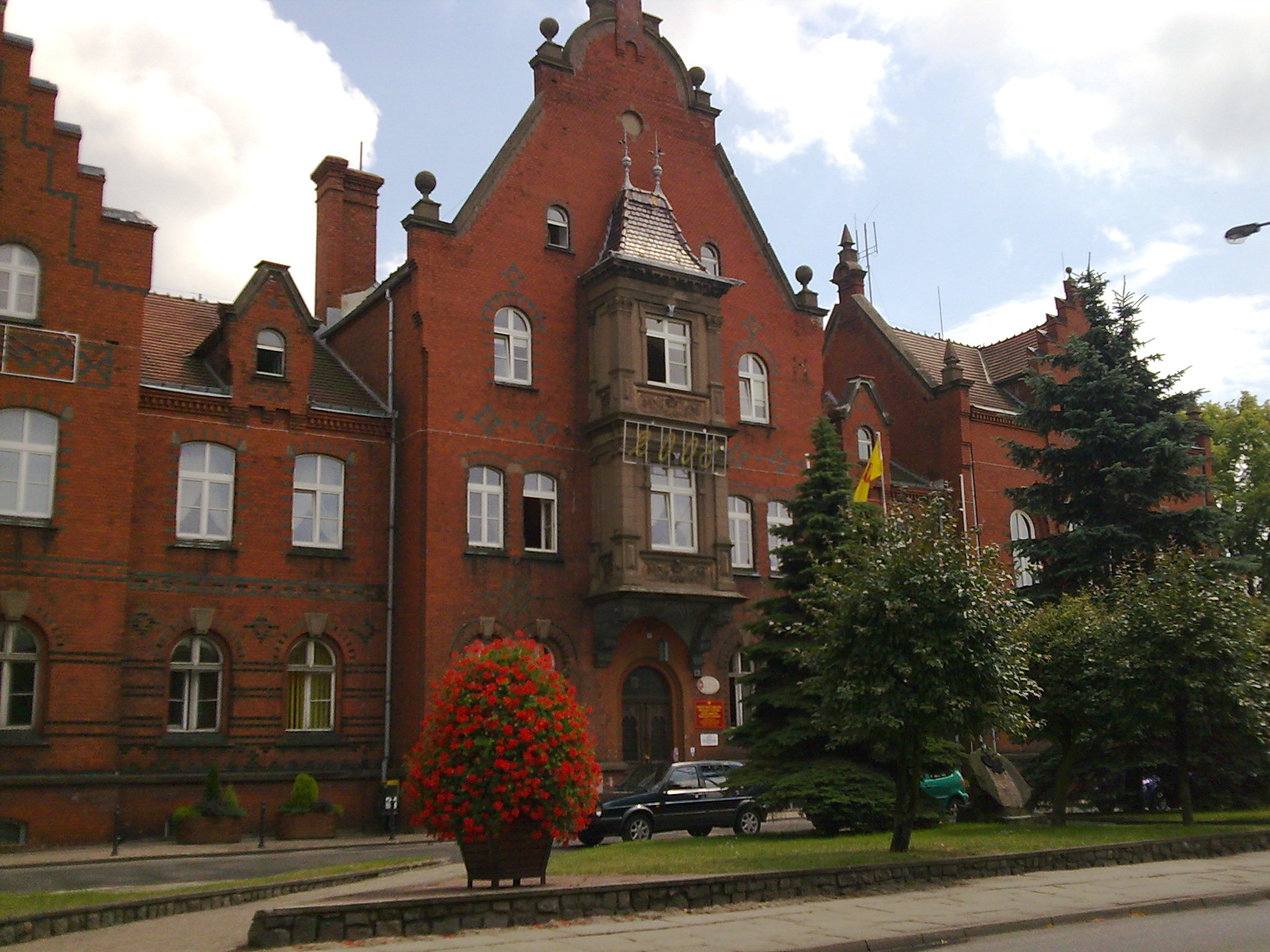
Urząd Miasta

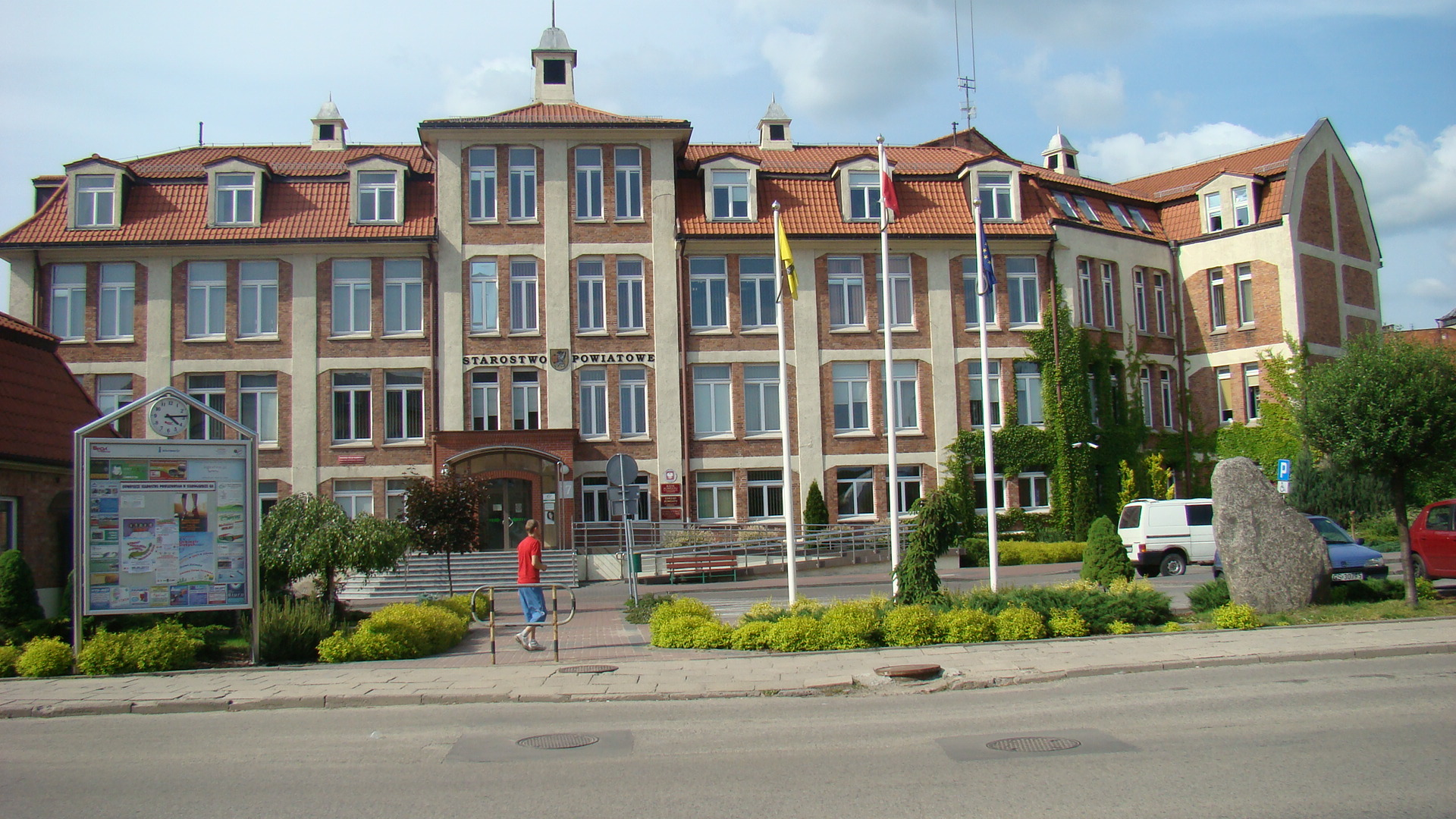
Starostwo Powiatowe w Starogardzie Gdańskim

Od czasu najstarszej zachowanej wzmianki Starogard znajdował się pod panowaniem następujących państw:
- 1198-1227 –  Księstwo Polskie
- 1227-1294 –  Księstwo Pomorskie (gdańskie)
- 1294-1295 –  Księstwo Polskie
- 1295-1305 –  Królestwo Polskie
- 1305-1454 –  państwo zakonu krzyżackiego
- 1454-1461 –  Korona Królestwa Polskiego
- 1461-1466 –  państwo zakonu krzyżackiego
- 1466-1569 –  Korona Królestwa Polskiego
- 1569-1772 –  Rzeczpospolita,  Korona Królestwa Polskiego
- 1772-1867 –  Królestwo Prus
- 1867-1871 –  Związek Północnoniemiecki,  Królestwo Prus
- 1871-1919 –  Rzesza Niemiecka, / Królestwo Prus
- 1919-1920 –  Rzesza Niemiecka
- 1920-1939 –  Rzeczpospolita Polska
- 1939–1945 –  Rzesza Wielkoniemiecka (okupacja wojenna)
- 1945-1952 –  Rzeczpospolita Polska
- 1952-1989 –  Polska Rzeczpospolita Ludowa
- od 1989 –  Rzeczpospolita Polska